# Kijevke
Kijevke (znanstveno ime Clavaria) so rod gliv iz družine kijark (Clavariaceae).

## Značilnosti
Trosnjaki kijevk so enostavni, valjasti ali kijasti in redkeje razvejani, včasih imajo izrazit bet. Več vrst jih tvori v gostih grozdih. Trosnjaki so gladki do žlebasti in običajno krhki, kar je posledica odsotnosti micelijskih zaponk. Odvisno od vrste se razlikujejo po barvi od bele ali smetane do rumene, rožnate, vijolične, rjave ali črne.
Hife so napihnjene, s tankimi celičnimi stenami in brez micelijskih zaponk. Bazidiji nosijo po dva ali štiri trose. Nekatere vrste imajo pri dnu bazidijev odprto, zankasto spojko. Trosi so gladki ali bodičasti. Trosni odtis je bele barve.
Za večino vrst kijevk se domneva, da so gniloživke, saj razgrajujejo listje in druge organske materiale na gozdnih tleh. V Evropi se pogosteje pojavljajo na starih, neobdelanih travnikih, ki se ne uporabljajo v kmetijstvu, kjer se domneva, da razkrajajo odmrlo travo in mah. Vsaj ena vrsta, glinasta kijevka (Clavaria argillacea), pa je tipična za resave in bi lahko tvorila mikorizo z resovkami.

## Seznam kijevk Slovenije[5]
- zašiljena kijevka (Clavaria acuta)
- glinasta kijevka (Clavaria argillacea)
- krhka kijevka (Clavaria fragilis)
- dimasta kijevka (Clavaria fumosa)
- slamnatorumena kijevka (Clavaria straminea)
- lilastosiva kijevka (Clavaria versatilis)
- vijoličasta kijevka (Clavaria zollingeri)

## Galerija slik
- vijoličasta kijevka
- zašiljena kijevka
- slamnatorumena kijevka
- dimasta kijevka
- glinasta kijevka